# Ляпин, Андрей Леонидович
Андрей Леонидович Ляпин (1912—1985) — советский инженер-конструктор и организатор промышленности. Руководитель и главный конструктор ГМКБ «Вымпел» МАП СССР (1961—1981). Лауреат Ленинской премии. Герой Социалистического Труда (1974).

## Биография
Родился 27 июня 1912 года в городе Москва. 
С 1942 по 1947 годы проходил обучение в Московском авиационном институте. С 1947 по 1961 годы, в течение четырнадцати лет работал на инженерных и административных должностях на производственных предприятиях в системе министерства авиационной промышленности СССР. В 1949 и в 1957 годы Указом Президиума Верховного Совета СССР «за создание образцов новой техники» Андрей Леонидович Ляпин был дважды удостоен Ордена Трудового Красного Знамени.
С 1961 по 1981 годы в течение двадцати лет, А. Л. Ляпин являлся — ответственным  руководителем и главным конструктором Государственного машиностроительного конструкторского бюро «Вымпел» Министерства авиационной промышленности СССР. Под руководством и при непосредственном участии А. Л. Ляпина создавались различные модифицированные ракеты и ракетные комплексы такие как: Р-3, Р-23 для самолётов МиГ-23, Р-27, Р-33 для самолёта МиГ-31, Р-73, 3М9, Р-60, ЗРК «Куб», Х-29 для самолётов МиГ-27, Су-17 и Су-25, комплекс бомбометания второго поколения для самолетов Су-24М, МиГ-25РБ. 11 октября 1974 года Указом Президиума Верховного Совета СССР «за большие достижения в освоении новой техники и в связи с двадцатипятилетием деятельности» Конструкторское бюро «Вымпел» под руководством А. Л. Ляпина было награждено Орденом Трудового Красного Знамени.. 
26 апреля 1971 года Указом Президиума Верховного Совета СССР «за успешное выполнение правительственных заданий по созданию новых образцов авиационной техники» Андрей Леонидович Ляпин был награждён  Орденом Ленина.
11 октября 1974 года «закрытым» Указом Президиума Верховного Совета СССР «за успешное выполнение правительственных заданий по созданию новых образцов авиационного вооружения и ракетной техники» Андрей Леонидович Ляпин был удостоен звания Героя Социалистического Труда с вручением Ордена Ленина и золотой медали «Серп и Молот». 
С 1981 года после выхода на заслуженный отдых жил в Москве. 
Скончался 13 мая 1985 года в Москве, похоронен на Химкинском кладбище. 

## Награды
- Медаль «Серп и Молот» (11.10.1974)
- Два ордена Ленина (26.04.1971, 11.10.1974)
- Орден Октябрьской Революции (02.02.1982)
- Два ордена Трудового Красного Знамени (05.12.1949, 12.07.1957)
- Орден «Знак Почёта»  (11.07.1943)

### Премии
- Ленинская премия[2]